# Tenggor
Tenggor is een bestuurslaag in het regentschap Gresik van de provincie Oost-Java, Indonesië. Tenggor telt 1712 inwoners (volkstelling 2010).